# José Areas
José Octavio "Chepito" Areas Dávila, nikaragovski glasbenik, * 25. julij 1946, León, Nikaragva.
Chepito Areas je nikaragovski glasbenik, najbolj znan kot tolkalist v skupini Santana, s katero je, s krajšimi premori, sodeloval med letoma 1969 in 1977 ter 1988 in 1989.
Leta 1998 je bil Areas kot član Santane sprejet v Rock & Roll dvorano slavnih.
Trenutno kot upokojenec živi v ZDA in v Leónu. 13. junija 2002 je s strani mestnega sveta Leóna prejel častni naslov "Hijo Predilecto" (Najljubši sin).

## Kariera
Tolkalist Michael Carabello, ki je pri Santani zamenjal tolkalista Marcusa Malona, je v skupino pripeljal Areasa. S skupino je leta 1969 nastopil na Festivalu Woodstock. V začetku 70. let je Areasa prizadela skoraj usodna možganska krvavitev, zato sta Areasa začasno nadomeščala Willie Bobo in Coke Escovedo. Ostali člani skupine, predvsem Carabello, so bili mnenja, da skupina ne bi smela javno nastopati brez Areasa. Areas je s skupino posnel 7 studijskih albumov, pri albumu Moonflower (1977) je sodeloval pri živih posnetkih, in pri enem albumu v živo. 
Leta 1974 je Areas posnel in izdal solo album José Chepito Areas, ki je izšel pri založbi Columbia Records. Album je bil posnet v latino-funk stilu.
Leta 1988 je Carlos Santana ponovno združil nekdanje člane Santane za serijo koncertov. CBS je izdala 20-letno retrospektivo uspehov skupine z dvojnim kompilacijskim albumom Viva Santana!. Istega leta je Santana ustanovil instrumentalno zasedbo skupine, ki so jo sestavljali legendarni jazzovski saksofonist, Wayne Shorter,  klaviaturist Patrice Rushen, basist Alphonso Johnson, tolkalista Armando Peraza in Chepito Areas ter bobnar Leon "Ndugu" Chancler.
Leta 1997 so se nekdanji člani Santane, Areas, Gregg Rolie, Neal Schon, Michael Shrieve, Alphonso Johnson in Michael Carabello združili pod imenom »Abraxas Pool«, ter posneli in izdali istoimenski album.
Leta 2003 je sodeloval pri snemanju albuma The Sounds of Santana, Mika Romana in skupine The Tellstars. Leta 2007 pa je skupaj z Michaelom Shrievejem sodeloval pri snemanju albuma Cha Cha Time!.
Leta 2012 je izšel album La Gigantona, nikaragovskega pevca in skladatelja ter Areasovega prijatelja, Alfonsa Noela Lova, ki je bil posnet leta 1976, in na katerem je sodeloval tudi Areas. Album je dosegel 4. mesto Billboardove lestvice Tropical albums.

## Diskografija
- José Chepito Areas (1974)

### Santana
- Santana (1969)
- Abraxas (1970)
- Santana III (1971)
- Caravanserai (1972)
- Welcome (1973)
- Lotus (1974)
- Borboletta (1974)
- Festival (1977)
- Moonflower (1977)